# Srí Lanka a 2000. évi nyári olimpiai játékokon
Srí Lanka az ausztráliai Sydneyben megrendezett 2000. évi nyári olimpiai játékok egyik részt vevő nemzete volt. Az országot az olimpián 4 sportágban 18 sportoló képviselte, akik összesen 1 érmet szereztek.

## Érmesek
| Érem  | Versenyző                | Sportág  | Versenyszám |
| ----- | ------------------------ | -------- | ----------- |
| Ezüst | Csucsandika Dzsajaszinha | Atlétika | Női 200 m   |

## Atlétika
Férfi
| Versenyző                                                                                                | Versenyszám     | Előfutam | Előfutam | Előfutam | Negyeddöntő | Negyeddöntő | Negyeddöntő | Elődöntő | Elődöntő | Elődöntő | Döntő   | Döntő    |
| Versenyző                                                                                                | Versenyszám     | Idő      | Hely.    | Össz.    | Idő         | Hely.       | Össz.       | Idő      | Hely.    | Össz.    | Idő     | Helyezés |
| --- | --------------- | -------- | -------- | -------- | ----------- | ----------- | ----------- | -------- | -------- | -------- | ------- | -------- |
| Sugath Thilakaratne                                                                                      | 400 m           | 45,48    | 2.       | 9.*      | 45,54       | 6.          | 16.*        | kiesett  | kiesett  | kiesett  | kiesett | kiesett  |
| Rohan Pradeep Kumara                                                                                     | 400 m           | 46,00    | 4.       | 33.      | kiesett     | kiesett     | kiesett     | kiesett  | kiesett  | kiesett  | kiesett | kiesett  |
| Sarath Prasanna Gamage                                                                                   | Maraton         |          |          |          |             |             |             |          |          |          | 2:34:39 | 73.      |
| Harijana Ratnayake                                                                                       | 400 m gát       | 50,43    | 4.       | 29.      | kiesett     | kiesett     | kiesett     | kiesett  | kiesett  | kiesett  | kiesett | kiesett  |
| Rohan Pradeep Kumara Vellasamy Ratna Kumara Ranga Wimalawansa Sugath Thilakaratne Manura Kuranage Perera | 4 × 400 m váltó | 3:06,25  | 1.       | 16.      |             |             |             | 3:02,89  | 6.       | 11.      | kiesett | kiesett  |

Női
| Versenyző                                                            | Versenyszám     | Előfutam | Előfutam | Előfutam | Negyeddöntő | Negyeddöntő | Negyeddöntő | Elődöntő | Elődöntő | Elődöntő | Döntő   | Döntő    |
| Versenyző                                                            | Versenyszám     | Idő      | Hely.    | Össz.    | Idő         | Hely.       | Össz.       | Idő      | Hely.    | Össz.    | Idő     | Helyezés |
| -------------------------------------------------------------------- | --------------- | -------- | -------- | -------- | ----------- | ----------- | ----------- | -------- | -------- | -------- | ------- | -------- |
| Csucsandika Dzsajaszinha                                             | 100 m           | 11,15    | 1.       | 5.       | 11,23       | 4.          | 10.*        | 11,33    | 6.       | 9.       | kiesett | kiesett  |
| Csucsandika Dzsajaszinha                                             | 200 m           | 22,53    | 1.       | 2.       | 22,54       | 1.          | 3.          | 22,45    | 2.       | 2.       | 22,28   |          |
| Damajanthi Dharsa                                                    | 400 m           | 52,13    | 3.       | 19.      | 52,35       | 6.          | 23.         | kiesett  | kiesett  | kiesett  | kiesett | kiesett  |
| Sriyani Kulawansa                                                    | 100 m gát       | 13,10    | 3.       | 17.      | 13,19       | 7.          | 18.         | kiesett  | kiesett  | kiesett  | kiesett | kiesett  |
| Tamara Samandeepika Pradeepa Herath Nimmi de Zoysa Damajanthi Dharsa | 4 × 100 m váltó | 44,51    | 5.       | 19.*     |             |             |             | kiesett  | kiesett  | kiesett  | kiesett | kiesett  |

* - egy másik versenyzővel azonos eredményt ért el

## Sportlövészet
Női
| Versenyző             | Versenyszám           | Selejtező | Selejtező | Döntő   | Döntő    |
| Versenyző             | Versenyszám           | Pont      | Helyezés  | Pont    | Helyezés |
| --------------------- | --------------------- | --------- | --------- | ------- | -------- |
| Ruwani Abeymanne      | Légpisztoly           | 374       | 31.       | kiesett | kiesett  |
| Ruwani Abeymanne      | Sportpisztoly         | 553       | 42.       | kiesett | kiesett  |
| Malini Wickramasinghe | Légpuska              | 382       | 47.       | kiesett | kiesett  |
| Malini Wickramasinghe | Sportpuska, összetett | 528       | 42.       | kiesett | kiesett  |

## Úszás
Férfi
| Versenyző      | Versenyszám    | Előfutam | Előfutam | Előfutam | Elődöntő | Elődöntő | Elődöntő | Döntő   | Döntő    |
| Versenyző      | Versenyszám    | Idő      | Hely.    | Össz.    | Idő      | Hely.    | Össz.    | Idő     | Helyezés |
| -------------- | -------------- | -------- | -------- | -------- | -------- | -------- | -------- | ------- | -------- |
| Conrad Francis | 100 m pillangó | 57,44    | 5.       | 58.      | kiesett  | kiesett  | kiesett  | kiesett | kiesett  |

Női
| Versenyző              | Versenyszám | Előfutam | Előfutam | Előfutam | Elődöntő | Elődöntő | Elődöntő | Döntő   | Döntő    |
| Versenyző              | Versenyszám | Idő      | Hely.    | Össz.    | Idő      | Hely.    | Össz.    | Idő     | Helyezés |
| ---------------------- | ----------- | -------- | -------- | -------- | -------- | -------- | -------- | ------- | -------- |
| Theekshana Ratnasekera | 50 m gyors  | 29,88    | 1.       | 64.      | kiesett  | kiesett  | kiesett  | kiesett | kiesett  |

## Vitorlázás
Férfi
| Versenyző       | Versenyszám | Futam | Futam | Futam | Futam | Futam  | Futam | Futam | Futam | Futam | Futam | Futam | Pontszám | Helyezés |
| Versenyző       | Versenyszám | 1     | 2     | 3     | 4     | 5      | 6     | 7     | 8     | 9     | 10    | 11    | Pontszám | Helyezés |
| --------------- | ----------- | ----- | ----- | ----- | ----- | ------ | ----- | ----- | ----- | ----- | ----- | ----- | -------- | -------- |
| Lalin Jirasinha | Finn dingi  | 23    | 25    | 25    | (26*) | (26**) | 26**  | 26*   | 26**  | 26**  | 25    | 22    | 224,0    | 25.      |

* - nem ért célba

** - nem indult